# Villa Madruzzo
Villa Madruzzo è una villa storica di Trento. Deve il proprio nome alla dinastia Madruzzo di principi vescovi del Trentino. Si trova in collina accanto alla cascata del fiume Fersina e fu di proprietà di Cristoforo Madruzzo, che in vista del Concilio di Trento (1545-1563) intraprese importanti opere di rinnovamento della città con particolare enfasi sulla prima periferia . Villa Madruzzo è stata uno degli edifici più salienti tra quelli costruiti o rinnovati durante il periodo conciliare , insieme al Palazzo delle Albere, il quale è invece situato ad ovest della città nelle vicinanze del fiume Adige.

## Storia

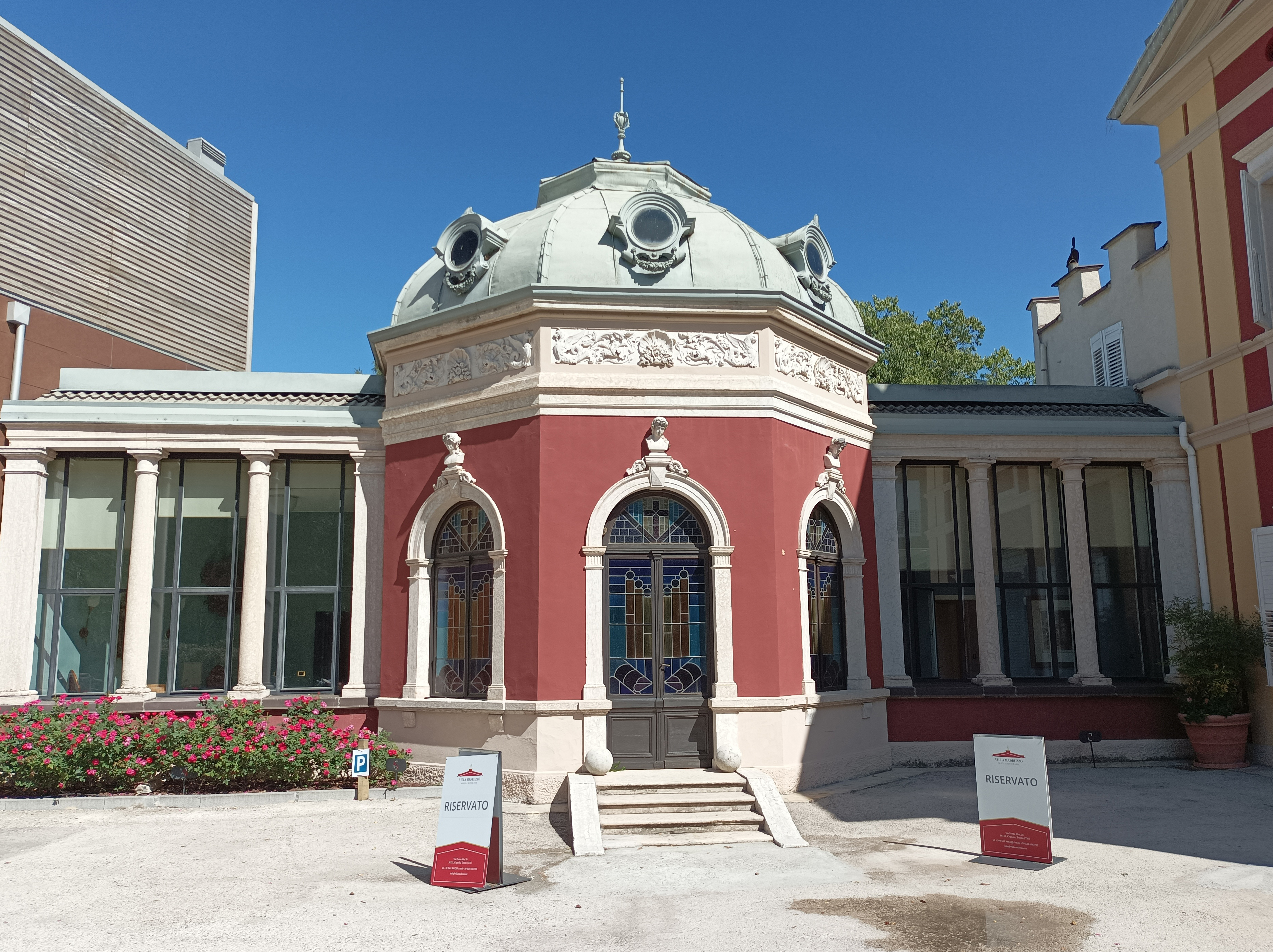
La cappella

La data esatta della costruzione di Villa Madruzzo è incerta , ma è attestato che Villa Madruzzo fu dapprima dimora privata di Cristoforo Madruzzo e, alla sua morte nel 1578, fu ereditata dai suoi discendenti, prima da Ludovico Madruzzo, che la lasciò al principe vescovo Carlo Gaudenzio Madruzzo, il quale la cedette a sua volta a Carlo Emanuele Madruzzo . Secondo alcune fonti , Carlo Emanuele fece costruire un tunnel sotterraneo per visitare la sua amante Claudia Particella, una gentildonna che risiedeva in una casa non lontana da Villa Madruzzo. L’esistenza di cunicoli sotterranei per facilitare lo spostamento inosservato di principi vescovi è stata associata ad altri edifici vescovili di Trento, come il Castello del Buonconsiglio e il Palazzo delle Albere. Alcuni esperti di storia trentina hanno però messo in dubbio la diffusione di tali cunicoli . Tuttavia, la relazione tra il Principe Vescovo e Claudia Particella è invece non controversa dal punto di vista storico. Tale relazione è stata successivamente anche al centro di polemiche  e di un libro di Benito Mussolini, al tempo giovane redattore socialista, che pubblicò il romanzo storico L’amante del cardinale a puntate .
Successivamente, alla morte del principe vescovo Carlo Emanuele Madruzzo, avvenuta nel 1658, Villa Madruzzo venne abbandonata. Verso la metà del secolo XIX, l’industriale trentino Felice Mazzurana e suo figlio adottivo Paolo Oss Mazzurana, divenuto in seguito sindaco di Trento, decisero di implementare una serie di interventi di restauro di Villa Madruzzo .